# Mike Vrabel
Michael George Vrabel es un entrenador de fútbol americano y ex-linerbacker. Recientemente ha sido nombrado como el nuevo entrenador en jefe de los seis veces campeones del Super Bowl, New England Patriots en la Liga Nacional de Fútbol Americano.
Jugó al fútbol americano universitario para Ohio State, en donde recibió el premio All-American por consenso. Luego fue seleccionado por los Pittsburgh Steelers en la tercera ronda del Draft de la NFL de 1997.  
En los cuatro años que jugó con los Steelers, fue principalmente un jugador reserva, antes de unirse a los New England Patriots como agente libre en 2001. Allí tuvo un importante rol como titular y fue uno de los jugadores de defensa más importantes de la década de los 2000. Con los Patriots ganó la Super Bowl tres veces y se convirtió en un All-Pro durante los ocho años que estuvo en el equipo. Conocido por su versatilidad, Vrabel anotó un touchdown en dos Super Bowls consecutivas, la Super Bowl XXXVIII y en la Super Bowl XXXIX, convirtiéndose en el único jugador defensivo en anotar en dos Super Bowls. En su carrera, consiguió 12 recepciones (tanto en la temporada regular como en los playoffs), todas de ellas terminando en touchdowns. Terminó su carrera en 2010, jugando para los Kansas City Chiefs. 
Tras retirarse al finalizar la Temporada de 2010, Vrabel fue entrenador de linerbackers y de la línea defensiva en Ohio State durante tres temporadas. Su carrera como entrenador en la NFL empezó en 2014 junto a los Houston Texans, siendo entrenador de linerbackers y coordinador defensivo. En 2018 se convirtió en el entrenador principal de los Tennessee Titans, hasta su salida en 2023. Le despidieron el 9 de enero de 2024 después de cuatro temporadas. Tras su salida, Vrabel fue el entrenador y el consultor de personal para los Cleveland Browns en la off-season de 2024. Tras finalizar la temporada 2024, los New England Patriots lo nombraron entrenador en jefe de la franquicia para desempeñar su rol a partir de la temporada 2025, avivando las esperanzas de éxitos futuros. 

## Primeros años
Vrabel nació el 14 de agosto de 1975 en Akron, Ohio. Se graduó en 1993 en el Instituto Walsh Jesuit, cerca de Cuyahoga Falls, en donde destacó en el equipo de fútbol americano entrenado por Gerry Rardin.

## Carrera antes de la NFL

### Universidad
Vrabel obtuvo una beca deportiva para asistir a la Universidad Estatal de Ohio, en donde jugó como ala defensiva de 1993 a 1996. Acumuló doce quarterback sacks como estudiante de segundo año, trece como estudiante de tercer año y 48 tackles y nueve sacks como estudiante de último año. En su último año, 1996, fue reconocido por consenso como miembro del primer equipo All-American. Vrabel terminó su carrera en Ohio State siendo nombrado Linieero Defensivo del Año por la Big Ten Conference tanto en 1995 como en 1996. De este modo, se convirtió en el primero de dos jugadores en ganar el premio dos veces (Wendell Bryant fue el segundo en conseguir el mismo logro). Acumuló 36 sacks y 66 tackles. 
En el 2000 fue nombrado miembro del Equipo del Siglo de Ohio State, y en 2012 fue incluido en el Salón de la Fama de Ohio State.

### Liga Nacional de Fútbol (NFL)

#### Pittsburgh Steelers
Vrabel fue seleccionado por los Pittsburgh Steelers en la tercera ronda (en el puesto 91) en el Draft de la NFL en 1997. Las cuatro primeras temporadas de su carrera las pasó en Pittsburgh. Su jugada más notable como Steeler fue en su temporada como rookie, cuando le quitó el balón a Drew Bledsoe en los Playoffs de la AFC en 1997-98. De este modo, aseguró una victoria más para los Steelers, quedando 7-6. Vrabel hizo 12 tackles y 2.5 sacks en 1998, en 1999 hizo 9 tackles y 2 sacks, y en 2000 consiguió 15 tackles, 1 sack y una recuperación de balón suelto. 

#### New England Patriots

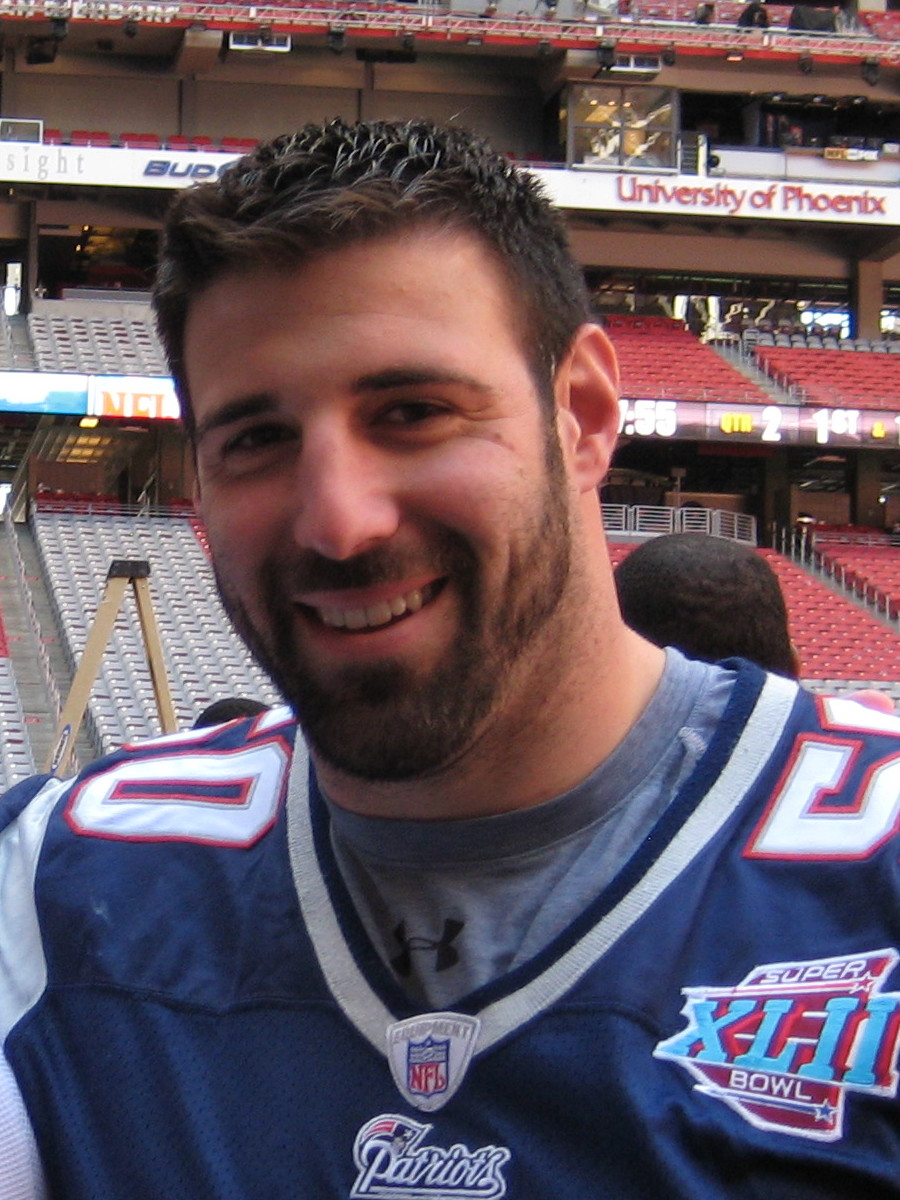
Vrabel en la Super Bowl XLII en 2008.

Vrabel se unió a los New England Patriots como agente libre en 2001. Jugó todos los partidos como parte del equipo de defensa, siendo titular en el doce inicial. De vez en cuando era colocado como receptor elegible, alinéndose como tight end. Bill Belichick aprovechó esto en la Super Bowl XXXVIII, en 2004. En el último cuarto, el quarterback Tom Brady lanzó un pase de touchdown de 1 yarda a Vrabel, siendo el primer jugador defensivo en marcar un touchdown en la Super Bowl desde que William Perry lo hizo en la Super Bowl XX contra los Chicago Bears. Vrabel también fue una de las estrellas defensivas del equipo: tuvo dos sacks (uno forzando un balón suelto) al quarterback de los Carolina Panthers, Jake Delhomme. 
En la Super Bowl XXXIX, en 2005, Vrabel atrapó un pase de touchdown de dos yardas a pesar de estar defendido por el jugador de los Eagles Jevon Kearse. Esto quedó retratado en la portada del libro 2005 NFL Record and Fact Book. La recepción del pase le hico ser uno de los 17 jugadores en atrapar dos o más pases de touchdown en la Super Bowl.
Vrabel terminó su carrera con 10 recepciones en 14 objetivos, todos para touchdowns. Atrapó una recepción en 2002, dos en 2004, tres en 2005 y otras dos en 2007, en la temporada regular. En la Super Bowl XXXVIII y XXXIX, con los Patriots, consiguió atrapar una recepción, mientras que en su tiempo con los Chiefs atrapó una en 2009 y en 2010 (lanzadas por el anterior quarterback de los Patriots Matt Cassel). Aparte de sus 12 touchdowns recibidos en la ofensiva, Vrabel logró su primer touchdown defensivo contra los Panthers en la Semana 2 de la Temporada 2005, cuando interceptó un pase de Jake Delhomme y lo devolvió 24 yardas para touchdown. Según la web de Cold Hard Football Facts, ningún otro jugador en la historia de la NFL ha conseguido un mayor récord en convertir recepciones en touchdowns. Esta versatilidad de Vrabel hizo que la NFL Network lo ubicara en el puesto número #7 de su Top 10 de jugadores más versátiles de la liga. 
En la Semana 8 de la Temporada 2007, Vrabel forzó tres balones sueltos, hizo tres sacks, recuperó unonside kick y anotó un touchdown ofensivo contra los Washington Redskins, obteniendo el título de Jugador Defensivo de la Semana en la AFC. En diciembre de 2007, fue selecionado para la Pro Bowl. En enero de 2008 fue nombrado miembro del equipo All-Pro de la temporada 2007.
El 26 de diciembre de 2005, en el último partido de Monday Night Football en la ABC, Vrabel se convirtió en el primer jugador (desde que comenzó el registro oficial de sacks en 1982) en tener dos recepciones de touchdown y un sack en un mismo partido, según The Elias Sports Bureau.
Aunque el linebacker externo derecho fue la posición principal de Vrabel en el esquema inicial 3-4 de los Patriots en sus cuatro primeras temporadas, en 2005 pasó a ser linebacker interno debido a la poca efectividad de los linebacker internos que tenían, Monty Beisel y Chad Brown. Vraber nunca antes había jugado en una posición de interior en su carrera en la NFL. Cuando Tedy Bruschi se recuperó de su lesión, él y Brevel fueron los dos hombres titulares en las posiciones de interior. Rosevelt Colvin consiguió remplazar con éxito la posición anterior de Vrabel, y se dice que gracias a ese cambio los Patriots pudieron remontar la segunda mitad de la temporada. Vrabel siguió jugando en el interior hasta finales de la Temporada 2006, después de que Junior Seau sufriese una fractura en el brazo.

#### Kansas City Chiefs
El 27 de febrero de 2009, los New England Patriots le dieron a Vrabel a los Kansas City Chiefs, por lo que se anunció como una selección de draft no revelada. Al día siguiente, se reveló que los Patriots intercambiaron a Vrabel y a Matt Cassel a cambio de la elección de segunda ronda que los Chiefs tenían en el Draft de la NFL 2009, la selección número 34. 

## Estadísticas de su carrera en la NFL
| Leyenda | Leyenda            |
| ------- | ------------------ |
|         | Ganó el Super Bowl |
| Destaca | Pico de su carrera |

### Temporada regular
| Año     | Equipo  | Partidos | Partidos | Tackles | Tackles | Tackles | Tackles | Intercepciones | Intercepciones | Intercepciones | Intercepciones | Intercepciones | Intercepciones | Balones sueltos | Balones sueltos | Balones sueltos | Balones sueltos |
| Año     | Equipo  | Jugados  | Titular  | Total   | Solo    | Asist   | Sacks   | Int            | Yds            | Promedio       | Lng            | TD             | PD             | FF              | FR              | Yds             | TD              |
| ------- | ------- | -------- | -------- | ------- | ------- | ------- | ------- | -------------- | -------------- | -------------- | -------------- | -------------- | -------------- | --------------- | --------------- | --------------- | --------------- |
| 1997    | PIT     | 15       | 0        | 17      | 14      | 3       | 1.5     | 0              | 0              | 0.0            | 0              | 0              | 0              | 2               | 1               | 0               | 0               |
| 1998    | PIT     | 11       | 0        | 9       | 6       | 3       | 2.5     | 0              | 0              | 0.0            | 0              | 0              | 0              | 0               | 0               | 0               | 0               |
| 1999    | PIT     | 10       | 0        | 5       | 4       | 1       | 2.0     | 0              | 0              | 0.0            | 0              | 0              | 0              | 1               | 1               | 0               | 0               |
| 2000    | PIT     | 15       | 0        | 5       | 3       | 2       | 1.0     | 0              | 0              | 0.0            | 0              | 0              | 0              | 0               | 1               | 0               | 0               |
| 2001    | NE      | 16       | 12       | 63      | 40      | 23      | 3.0     | 2              | 27             | 13.5           | 15             | 0              | 9              | 0               | 0               | 0               | 0               |
| 2002    | NE      | 16       | 13       | 82      | 58      | 24      | 4.5     | 1              | 0              | 0.0            | 0              | 0              | 5              | 0               | 2               | 0               | 0               |
| 2003    | NE      | 13       | 9        | 52      | 37      | 15      | 9.5     | 2              | 18             | 9.0            | 14             | 0              | 4              | 4               | 1               | 0               | 0               |
| 2004    | NE      | 16       | 15       | 71      | 54      | 17      | 5.5     | 0              | 0              | 0.0            | 0              | 0              | 3              | 0               | 0               | 0               | 0               |
| 2005    | NE      | 16       | 16       | 108     | 73      | 35      | 4.5     | 2              | 23             | 11.5           | 24T            | 1              | 5              | 1               | 0               | 0               | 0               |
| 2006    | NE      | 16       | 16       | 89      | 54      | 35      | 4.5     | 3              | 0              | 0.0            | 2              | 0              | 4              | 3               | 1               | 0               | 0               |
| 2007    | NE      | 16       | 15       | 77      | 55      | 22      | 12.5    | 0              | 0              | 0.0            | 0              | 0              | 0              | 4               | 0               | 0               | 0               |
| 2008    | NE      | 16       | 14       | 62      | 40      | 22      | 4.0     | 1              | 5              | 5.0            | 5              | 0              | 4              | 1               | 1               | 0               | 0               |
| 2009    | KC      | 14       | 14       | 52      | 43      | 9       | 2.0     | 0              | 0              | 0.0            | 0              | 0              | 6              | 2               | 1               | 0               | 0               |
| 2010    | KC      | 16       | 16       | 48      | 30      | 18      | 0.0     | 0              | 0              | 0.0            | 0              | 0              | 1              | 1               | 0               | 0               | 0               |
| Carrera | Carrera | 206      | 140      | 740     | 511     | 229     | 57.0    | 11             | 73             | 6.7            | 24T            | 1              | 41             | 19              | 9               | 0               | 0               |

#### Postemporada
| Año     | Equipo  | Partidos | Partidos | Tackles | Tackles | Tackles | Tackles | Intercepciones | Intercepciones | Intercepciones | Intercepciones | Intercepciones | Intercepciones | Balones Sueltos | Balones Sueltos | Balones Sueltos | Balones Sueltos |
| Año     | Equipo  | Jugados  | Titular  | Total   | Solo    | Asist   | Sacks   | Int            | Yds            | Promedio       | Lng            | TD             | PD             | FF              | FR              | Yds             | TD              |
| ------- | ------- | -------- | -------- | ------- | ------- | ------- | ------- | -------------- | -------------- | -------------- | -------------- | -------------- | -------------- | --------------- | --------------- | --------------- | --------------- |
| 1997    | PIT     | 2        | 0        | 1       | 1       | 0       | 1.0     | 0              | 0              | 0.0            | 0              | 0              | 0              | 0               | 0               | 0               | 0               |
| 2001    | NE      | 3        | 3        | 11      | 7       | 4       | 0.0     | 0              | 0              | 0.0            | 0              | 0              | 0              | 0               | 0               | 0               | 0               |
| 2003    | NE      | 3        | 3        | 18      | 15      | 3       | 3.0     | 0              | 0              | 0.0            | 0              | 0              | 1              | 1               | 0               | 0               | 0               |
| 2004    | NE      | 3        | 3        | 14      | 11      | 3       | 2.0     | 0              | 0              | 0.0            | 0              | 0              | 0              | 1               | 1               | 1               | 0               |
| 2005    | NE      | 2        | 2        | 15      | 8       | 7       | 1.0     | 0              | 0              | 0.0            | 0              | 0              | 0              | 0               | 0               | 0               | 0               |
| 2006    | NE      | 3        | 3        | 20      | 15      | 5       | 2.0     | 0              | 0              | 0.0            | 0              | 0              | 1              | 1               | 0               | 0               | 0               |
| 2007    | NE      | 3        | 3        | 6       | 3       | 3       | 0.0     | 0              | 0              | 0.0            | 0              | 0              | 1              | 0               | 1               | 0               | 0               |
| 2010    | KC      | 1        | 1        | 3       | 0       | 3       | 0.0     | 0              | 0              | 0.0            | 0              | 0              | 0              | 0               | 0               | 0               | 0               |
| Carrera | Carrera | 20       | 18       | 88      | 60      | 28      | 9.0     | 0              | 0              | 0.0            | 0              | 0              | 3              | 3               | 2               | 1               | 0               |

## Carrera como entrenador

### Ohio State
Vrabel se retiró el 10 de julio de 2011. Tras su retirada, se convirtió en entrenador de linebackers en Ohio State. El 21 de diciembre de 2011, el nuevo entrenador jefe de Ohio State, Urban Meyer, decidió mantener a Vraber como parte de su equipo de entrenadores y hacerlo entrenador de la línea defensiva.

### Houston Texans
El 10 de enero de 2014, los Houston Texans contrataron a Vrabel como entrenador de linebackers. En las tres temporadas que estuvo como entrenador de linebackers, los Texans ocuparon el tercer puesto en yardas conseguidas por partido. En enero de 2016, los medios de comunicación informaron que los San Francisco 49ers habían ofrecido a Vrabel un puesto como coordinador defensivo, pero que este había declinado la oferta para permanecer en Houston y seguir trabajando con los Texans. En enero de 2017, los Texans anunciaron a Vrabel como coordinador defensivo, trasladando a su coordinador anterior, Romeo Crennel, como asistente del entrenador jefe. Fue entrenador de jugadores como J.J Watt, Jadeveon Clowney, Whitney Mercilus o Benardrick McKinney

### Tennessee Titans

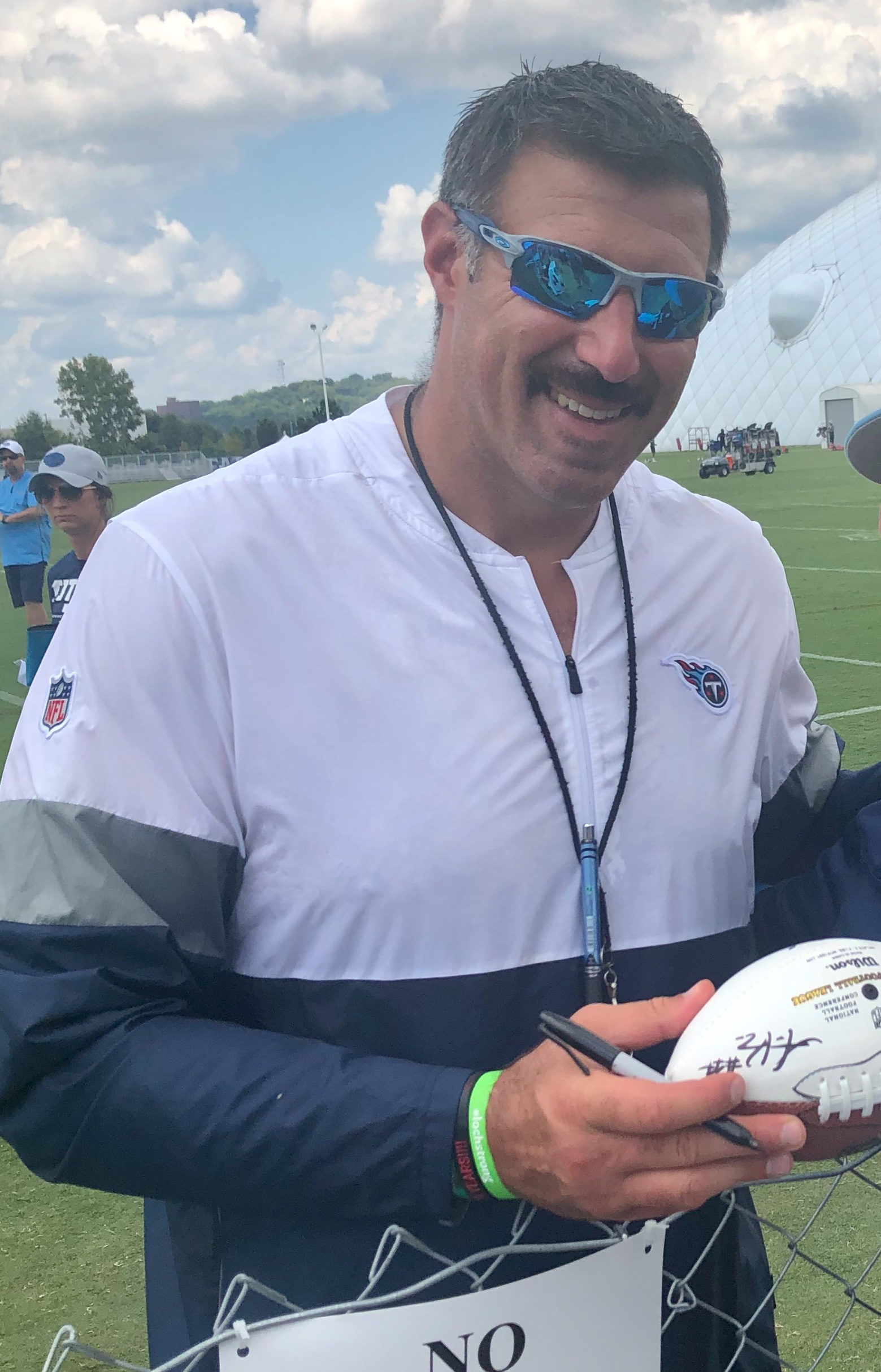
Vrabel en 2019

El 20 de enero de 2018, Vrabel fue seleccionado como entrenador jefe de los Tennessee Titans, con un contrato de cinco años. El 16 de septiembre de 2018, Vrabel venció a los Houston Texans, su anterior equipo, ganando 20-17 en la semana 2 de la temporada. Esta fue su primera victoria como entrenador del equipo. El 30 de septiembre de 2018, consiguió que los Titans vencieran 26-23 a los ganadores de la anterior Super Bowl, los Philadelphia Eagles, en la semana 4. El 11 de noviembre de 2018, Vrabel ganó a su ex-entrenador Bill Belichick y a los New England Patriots 34-10 en la semana 10.  Bajo su dirección, la defensa de los Titans consiguió pasar del puesto 13 a ser la octava mejor defensa en 2018 en el ránking de mejores defensas de la liga. Vrabel y los Titans se quedaron a un partido de llegar a los playoffs, terminando la Temporada 2018 con un récord 9-7.
En la Temporada 2019, los Titans terminaron de nuevo 9-7, sin embargo, sí que lograron llegar a los playoffs como sexto clasificado. Durante la derrota 16-0 contra los Denver Broncos en la semana 6, Vrabel tomó la decisión de dejar en el banquillo al quarterback Marcus Mariota y poniendo a Ryan Tannehill, lo que permitió que los Titans ganaran siete de los diez últimos partidos.
En la ronda de comodines, los Tennessee Titans lograron derrotar a los ganadores de la pasada Super Bowl, los New England Patriots, ganando 20-13 y liderados por las 204 yardas totales del corredor Derrick Henry, avanzando de esta manera a la ronda divisional. Los Titans volvieron a sorprender contra los Baltimore Ravens, los primeros clasificados, ganando 28-12 gracias de nuevo a las 202 yardas totales y al pase de touchdown que Derrick Henry hizo. De esta victoria, los Titans lograron avanzar a su primer Campeonato de la AFC tras diecisiete temporadas. Aquí fueron eliminados por los futuros ganadores de la Super Bowl LIV, los Kansas City Chiefs, quedando 35-24. Por su trabajo en la Temporada 2021-22, fue nombrado Entrenador del Año por Associated Press.
El 9 de enero de 2024, Vrabel fue despedido de los Titans tras obtener un resultado final de 6-11 en la Temporada 2023-24.

### Cleveland Browns
Tras no obtener un puesto como coordinador o entrenador jefe en la temporada baja, Vrabel fue contratado por los Cleveland Browns como consultor de personal y entrenador el 15 de marzo de 2024. Su contrato expiró el 30 de diciembre de ese mismo año.

## Historial como entrenador
| Equipo | Año   | Temporada regular | Temporada regular | Temporada regular | Temporada regular | Temporada regular | Postemporada | Postemporada | Postemporada   | Postemporada                                                                 |
| Equipo | Año   | GAN               | PERD              | EMPATE            | % de victorias    | Final             | GAN          | PERD         | % de victorias | Resultado                                                                    |
| ------ | ----- | ----------------- | ----------------- | ----------------- | ----------------- | ----------------- | ------------ | ------------ | -------------- | ---------------------------------------------------------------------------- |
| TEN    | 2018  | 9                 | 7                 | 0                 | 0.563%.563        | Terceros          | —            | —            | —              | —                                                                            |
| TEN    | 2019  | 9                 | 7                 | 0                 | 0.563%.563        | Segundos          | 2            | 1            | 0.667%.667     | Derrota contra los Kansas City Chiefs en el Partido de Campeonato de la AFC. |
| TEN    | 2020  | 11                | 5                 | 0                 | 0.688%.688        | Primeros          | 0            | 1            | 0.000%.000     | Derrota conta los Baltimore Ravens en el partido de comodines                |
| TEN    | 2021  | 12                | 5                 | 0                 | 0.706%.706        | Primeros          | 0            | 1            | 0.000%.000     | Derrota contra los Cincinnati Bengals en un partido divisional de la AFC.    |
| TEN    | 2022  | 7                 | 10                | 0                 | 0.412%.412        | Segundos          | —            | —            | —              | —                                                                            |
| TEN    | 2023  | 6                 | 11                | 0                 | 0.353%.353        | Cuartos           | —            | —            | —              | —                                                                            |
| Total  | Total | 54                | 45                | 0                 | 0.545%.545        |                   | 2            | 3            | 0.400%.400     |                                                                              |

## Vida personal
Vrabel está casado con Jennifer Vrabel, con la que tiene dos hijos en común: Tyler y Carter Vrabel. 
Tyler fue titular en la línea ofensiva para el equipo de fútbol americano del Boston College, los Boston College Eagles, y se presentó al Draft de la NFL de 2022. Tyler no fue seleccionado en el draft, pero fue fichado por los Atlanta Falcons en la pretemporada de 2022.
Su otro hijo, Carter Vrabel anunció que jugaría al béisbol en el Wabash Valley College en septiembre de 2019. Luego, Carter pasó dos temporadas en la Volunteer State Community College, antes de jugar para los Tennessee Tech en su último año en la universidad.
Vrabel fundó la fundación Mike's Second and Seven Foundation junto a sus excompañeros de equipo en Ohio State, Ryan Miller y Luke Fickell. Esta fundación tiene como objetivo promover la alfabetización en el área central de Ohio.